# Дискографија групе Queen
Британска рок група Queen састојала се од певача Фредија Меркјурија (преминуо 1991), гитаристе Брајана Меја, бубњара Роџера Тејлора и басисте Џона Дикона (напустио групу 1997). Основана 1970. године, група Квин је објавила свој дебитантски албум Queen 1973. године. Упркос томе што није одмах стекла успех, група је стекла популарност у Уједињеном Краљевству својим другим албумом Queen II 1974. године. Њихова песма из 1975. године названа „Bohemian Rhapsody”, била је на првом месту девет недеља (и додатних пет недеља 1991. године) и трећи је најпродаванији сингл свих времена у Уједињеном Краљевству. У САД, „Bohemian Rhapsody” је доспела у Билборд 40 листу у три различите деценије, достигавши 9. место у свом оригиналном издању 1975. године, друго место 1992. године након што се појавила у филму Вејнов свет, и још једном у топ 40 након објављивања филма о Квину Боемска рапсодија. Албум Greatest Hits из 1981. године је најпродаванији албум у историји Уједињеног Краљевства са 6 милиона проданих копија до 2014. године. Компилација Greatest Hits II из 1991. године је такође један од десет најпродаванијих албума свих времена у УК, са 3,8 милиона проданих копија до 2012. године.

## Албуми

### Студијски албуми
| Назив                                                                            | Детаљи                                                                                    | Највиша позиција на листи | Највиша позиција на листи | Највиша позиција на листи | Највиша позиција на листи | Највиша позиција на листи | Највиша позиција на листи | Највиша позиција на листи | Највиша позиција на листи | Највиша позиција на листи | Највиша позиција на листи | Сертификати |
| Назив                                                                            | Детаљи                                                                                    | УК                        | АУС                       | АУС                       | ФРА                       | НЕМ                       | ЈПН                       | ХОЛ                       | НОР                       | ШВЕ                       | САД                       | Сертификати |
| -------------------------------------------------------------------------------- | ----------------------------------------------------------------------------------------- | ------------------------- | ------------------------- | ------------------------- | ------------------------- | ------------------------- | ------------------------- | ------------------------- | ------------------------- | ------------------------- | ------------------------- | --- |
| Queen                                                                            | - Датум објављивања: 13. јул 1973 - Издавачка кућа: EMI (#EMC 3006)                       | 24                        | 77                        | —                         | —                         | —                         | 52                        | —                         | —                         | —                         | 83                        | - УК: Злато - САД: Злато                                                                                           |
| Queen II                                                                         | - Датум објављивања: 8. март 1974 - Издавачка кућа: EMI (#EMA 767)                        | 5                         | 79                        | —                         | —                         | —                         | 26                        | —                         | 19                        | —                         | 49                        | - УК: Злато |
| Sheer Heart Attack                                                               | - Датум објављивања: 8. новембар 1974 - Издавачка кућа: EMI (#EMC 3061)                   | 2                         | 19                        | —                         | 6                         | —                         | 23                        | 7                         | 9                         | —                         | 12                        | - УК: Платина - ХОЛ: Платина - САД: Злато - ЈПН: Злато                                                             |
| A Night at the Opera                                                             | - Датум објављивања: 21. новембар 1975 - Издавачка кућа: EMI (#EMTC 103)                  | 1                         | 1                         | 9                         | 16                        | 5                         | 9                         | 1                         | 4                         | 10                        | 4                         | - УК: Платина - НЕМ: Платина - АУТ: Злато - САД: 3x Платина                                                        |
| A Day at the Races                                                               | - Датум објављивања: 10. децембар 1976 - Издавачка кућа: EMI (#EMTC 104)                  | 1                         | 8                         | 8                         | —                         | 10                        | 1                         | 1                         | 3                         | 8                         | 5                         | - УК: Злато - ХОЛ: Злато - САД: Платина                                                                            |
| News of the World                                                                | - Датум објављивања: 28. октобар 1977 - Издавачка кућа: EMI (#EMA 784)                    | 4                         | 8                         | 9                         | 1                         | 7                         | 3                         | 1                         | 4                         | 9                         | 3                         | - УК: Злато - НЕМ: Платина - ХОЛ: Платина - САД: 4x Платина - СНЕП: Злато                                          |
| Jazz                                                                             | - Датум објављивања: 10. новембар 1978 - Издавачка кућа: EMI (#EMA 788)                   | 2                         | 15                        | 8                         | 7                         | 5                         | 5                         | 3                         | 6                         | 6                         | 6                         | - УК: Злато - НЕМ: Злато - АУТ: Злато - ХОЛ: Платина - САД: Платина - ФРА: Злато                                   |
| The Game                                                                         | - Датум објављивања: 27. јун 1980 - Издавачка кућа: EMI (#EMA 795)                        | 1                         | 11                        | 5                         | 17                        | 2                         | 5                         | 1                         | 2                         | 7                         | 1                         | - УК: Злато - НЕМ: Злато - АУТ: Злато - ХОЛ: Злато - САД: 4x Платина                                               |
| Flash Gordon                                                                     | - Датум објављивања: 8. децембар 1980 - Издавачка кућа: EMI (#EMC 3351)                   | 10                        | 29                        | 1                         | —                         | 2                         | 12                        | 7                         | 25                        | 29                        | 23                        | - УК: Злато |
| Hot Space                                                                        | - Датум објављивања: 21. мај 1982 - Издавачка кућа: EMI (#EMA 797)                        | 4                         | 15                        | 1                         | 7                         | 5                         | 6                         | 1                         | 3                         | 4                         | 22                        | - УК: Злато - АУТ: Злато - САД: Злато                                                                              |
| The Works                                                                        | - Датум објављивања: 27. фебруар 1984 - Издавачка кућа: EMI (#EMC 240014)                 | 2                         | 16                        | 2                         | 14                        | 3                         | 7                         | 1                         | 2                         | 3                         | 23                        | - УК: Платина - НЕМ: Платина - АУТ: Платина - ХОЛ: Злато - САД: Злато                                              |
| A Kind of Magic                                                                  | - Датум објављивања: 3. јун 1986 - Издавачка кућа: EMI (#EU 3509)                         | 1                         | 12                        | 3                         | 6                         | 4                         | 25                        | 2                         | 5                         | 9                         | 46                        | - УК: 2× Платина - НЕМ: 3× Злато - АУТ: Платина - САД: Злато - ФРА: Злато                                          |
| The Miracle                                                                      | - Датум објављивања: 22. мај 1989 - Издавачка кућа: Парлофон/EMI (#PCSD 107)              | 1                         | 4                         | 1                         | 11                        | 1                         | 23                        | 1                         | 2                         | 6                         | 24                        | - УК: Платина - НЕМ: Платина - АУТ: Злато - ХОЛ: Платина - ФРА: Злато                                              |
| Innuendo                                                                         | - Датум објављивања: 5. фебруар 1991 - Издавачка кућа: Парлофон/EMI, Холивуд (#PCSD 115)  | 1                         | 6                         | 2                         | 9                         | 1                         | 17                        | 1                         | 8                         | 9                         | 30                        | - УК: Платина - НЕМ: Платина - АУТ: Платина - ХОЛ: 2× Платина - САД: Злато - ФРА: Платина                          |
| Made in Heaven                                                                   | - Датум објављивања: 6. новембар 1995 - Издавачка кућа: Парлофон/EMI, Холивуд (#PCSD 167) | 1                         | 3                         | 1                         | 2                         | 1                         | 10                        | 1                         | 2                         | 1                         | 58                        | - УК: 4× Платина - АРИА: Платина - НЕМ: 3× Платина - АУТ: 2× Платина - НОР: Платина - САД: Злато - ФРА: 2× Платина |
| „—” означава снимак који није био на листи или није објављен на тој територији.. |                                                                                           |                           |                           |                           |                           |                           |                           |                           |                           |                           |                           | |

### Уживо албуми
| Назив                                                                            | Детаљи | Највиша позиција на листи | Највиша позиција на листи | Највиша позиција на листи | Највиша позиција на листи | Највиша позиција на листи | Највиша позиција на листи | Највиша позиција на листи | Највиша позиција на листи | Највиша позиција на листи | Највиша позиција на листи | Сертификати |
| Назив                                                                            | Детаљи | УК                        | АРИА                      | АУТ                       | ФРА                       | НЕМ                       | ЈПН                       | ХОЛ                       | ШВЕ                       | ШВА                       | САД                       | Сертификати |
| -------------------------------------------------------------------------------- | --- | ------------------------- | ------------------------- | ------------------------- | ------------------------- | ------------------------- | ------------------------- | ------------------------- | ------------------------- | ------------------------- | ------------------------- | --- |
| Live Killers                                                                     | - Сниман: јануар–март 1979 - Датум објављивања: 22. јун 1979 - Издавачка кућа: EMI (#EMSP 330)                           | 3                         | 25                        | 3                         | —                         | 4                         | 9                         | 9                         | 15                        | 34                        | 16                        | - БПИ: Злато - БВМИ: Злато - ИФПИ АУТ: Злато - ИФПИ ШВА: Злато - НВПИ: Злато - РИАА: 2× Платина                |
| Live Magic                                                                       | - Сниман: јул–август 1986 - Датум објављивања: 1. децембар 1986 - Издавачка кућа: EMI (#CDP 7464132)                     | 3                         | 51                        | 13                        | —                         | 15                        | 49                        | 24                        | 50                        | 26                        | —                         | - БПИ: Платина - БВМИ: Злато - ИФПИ АУТ: Злато - ИФПИ ШВА: Платина                                             |
| At the Beeb                                                                      | - Сниман: 5. фебруар & 3. децембар 1973 - Датум објављивања: 4. децембар 1989 - Издавачка кућа: Band of Joy (#BOJLP 001) | 67                        | —                         | —                         | —                         | —                         | —                         | —                         | —                         | —                         | —                         | |
| Live at Wembley '86                                                              | - Сниман: 12. јул 1986 - Датум објављивања: 26. мај 1992 - Издавачка кућа: Парлофон, Холивуд (#CDPCSP 725)               | 2                         | 96                        | 6                         | 2                         | 20                        | 81                        | 12                        | 29                        | 6                         | 53                        | - БПИ: Платина - БВМИ: Злато - ИФПИ АУТ: Злато - ИФПИ ШВА: Злато - НВПИ: Злато - РИАА: Платина - СНЕП: Платина |
| Queen on Fire – Live at the Bowl                                                 | - Сниман: 5. јун 1982 - Датум објављивања: 4. новембар 2004 - Издавачка кућа: Парлофон, Холивуд (#8632112)               | 20                        | —                         | 23                        | 75                        | 10                        | 85                        | 74                        | —                         | 52                        | —                         | - БПИ: Злато - БВМИ: Платина - ИФПИ АУТ: Злато - ИФПИ ШВА: Злато                                               |
| Queen Rock Montreal                                                              | - Сниман: 24 & 25. новембар 1981 - Датум објављивања: 29. октобар 2007 - Издавачка кућа: Парлофон, Холивуд (#5040472)    | 20                        | —                         | 25                        | 111                       | 17                        | —                         | 54                        | —                         | 27                        | —                         | |
| Hungarian Rhapsody: Queen Live in Budapest                                       | - Сниман: 27. јул 1986 - Датум објављивања: 20. септембар 2012 - Издавачка кућа: Исланд, Холивуд                         | —                         | —                         | —                         | 102                       | 23                        | —                         | 44                        | —                         | —                         | —                         | |
| Live at the Rainbow '74                                                          | - Сниман: 31. март, 19 & 20. новембар 1974 - Датум објављивања: 8. септембар 2014 - Издавачка кућа: Virgin EMI, Холивуд  | 11                        | 99                        | 12                        | 55                        | 9                         | 28                        | 7                         | —                         | 19                        | 66                        | |
| A Night at the Odeon – Hammersmith 1975                                          | - Сниман: 24. децембар 1975 - Датум објављивања: 20. новембар 2015 - Издавачка кућа: Virgin EMI, Холивуд                 | 40                        | —                         | 57                        | 118                       | 34                        | —                         | 28                        | —                         | 31                        | —                         | |
| On Air                                                                           | - Сниман:. фебруар 1973 -. октобар 1977 - Датум објављивања: 4. новембар 2016 - Издавачка кућа: Virgin EMI, Холивуд      | 25                        | —                         | 60                        | 123                       | 28                        | —                         | 48                        | —                         | 84                        | —                         | |
| „—” означава снимак који није био на листи или није објављен на тој територији.. | |                           |                           |                           |                           |                           |                           |                           |                           |                           |                           | |

### Компилацијски албуми
| Назив                                                                            | Детаљи                                                                                | Највиша позиција на листи | Највиша позиција на листи | Највиша позиција на листи | Највиша позиција на листи | Највиша позиција на листи | Највиша позиција на листи | Највиша позиција на листи | Највиша позиција на листи | Највиша позиција на листи | Највиша позиција на листи | Сертификати |
| Назив                                                                            | Детаљи                                                                                | УК                        | АРИА                      | АУТ                       | ФРА[!]                    | НЕМ                       | ЈПН                       | ХОЛ                       | ШВЕ                       | ШВА                       | САД                       | Сертификати |
| -------------------------------------------------------------------------------- | ------------------------------------------------------------------------------------- | ------------------------- | ------------------------- | ------------------------- | ------------------------- | ------------------------- | ------------------------- | ------------------------- | ------------------------- | ------------------------- | ------------------------- | --- |
| Greatest Hits                                                                    | - Датум објављивања: 26. октобар 1981 - Издавачка кућа: Парлофон, Холивуд (#EMYV 30)  | 1                         | 2                         | 1                         | 5 [A]                     | 1                         | 9                         | 1                         | 21                        | 5                         | 11                        | - АРИА: 15× Платина - БПИ: 21× Платина - БВМИ: 7× Злато - ИФПИ АУТ: 4× Платина - ИФПИ ШВЕ: Злато - ИФПИ ШВА: 5× Платина - НВПИ: Платина - РИАА: 8× Платина |
| Greatest Hits II                                                                 | - Датум објављивања: 28. октобар 1991 - Издавачка кућа: Парлофон, Холивуд (#PMTV 2)   | 1                         | 4                         | 1                         | 1 [B]                     | 2                         | 34                        | 1                         | 2                         | 1                         | —                         | - АРИА: 8× Платина - БПИ: 13× Платина - БВМИ: 9× Злато - ИФПИ АУТ: 4× Платина - ИФПИ ШВА: 5× Платина - НВПИ: 5× Платина - СНЕП: Дијамант                   |
| Classic Queen                                                                    | - Датум објављивања: 10. март 1992 - Издавачка кућа: Холивуд                          | —                         | —                         | —                         | —                         | —                         | —                         | —                         | —                         | —                         | 4                         | - РИАА: 3× Платина |
| The 12" Collection                                                               | - Датум објављивања: 1992 - Издавачка кућа: Парлофон/EMI                              | —                         | —                         | —                         | —                         | —                         | —                         | —                         | —                         | —                         | —                         | |
| Queen Rocks                                                                      | - Датум објављивања: 3. новембар 1997 - Издавачка кућа: Парлофон, Холивуд (#8230912)  | 7                         | —                         | 16                        | —                         | 12                        | 22                        | 14                        | 51                        | 16                        | —                         | - АРИА: Злато - БПИ: Платина - СНЕП: Злато |
| Greatest Hits III                                                                | - Датум објављивања: 9. новембар 1999 - Издавачка кућа: Парлофон, Холивуд (#5238942)  | 5                         | 77                        | 2                         | 9                         | 5                         | 25                        | 8                         | 19                        | 4                         | —                         | - БПИ: 2× Платина - БВМИ: Злато - ИФПИ АУТ: Злато - ИФПИ ШВА: Злато - НВПИ: Платина                                                                        |
| Stone Cold Classics                                                              | - Датум објављивања: 11. април 2006 - Издавачка кућа: Холивуд                         | —                         | —                         | —                         | —                         | —                         | —                         | —                         | —                         | —                         | —                         | |
| The A–Z of Queen, Volume 1                                                       | - Датум објављивања: 10. јул 2007 - Издавачка кућа: Холивуд                           | —                         | —                         | —                         | —                         | —                         | —                         | —                         | —                         | —                         | —                         | |
| Absolute Greatest                                                                | - Датум објављивања: 16. новембар 2009 - Издавачка кућа: Парлофон, Холивуд (#3091952) | 3                         | 18                        | 10                        | 11                        | 23                        | 23                        | 36                        | 5                         | 15                        | 195                       | - БПИ: 2× Платина - АРИА: Злато |
| Deep Cuts, Volume 1 (1973–1976)                                                  | - Датум објављивања: 14. март 2011 - Издавачка кућа: Исланд                           | 92                        | —                         | —                         | —                         | —                         | —                         | —                         | —                         | —                         | —                         | |
| Deep Cuts, Volume 2 (1977–1982)                                                  | - Датум објављивања: 27. јун 2011 - Издавачка кућа: Исланд                            | 175                       | —                         | —                         | —                         | —                         | 293                       | —                         | —                         | —                         | —                         | |
| Deep Cuts, Volume 3 (1984–1995)                                                  | - Датум објављивања: 5. септембар 2011 - Издавачка кућа: Исланд                       | 155                       | —                         | —                         | —                         | —                         | —                         | —                         | —                         | —                         | —                         | |
| Icon                                                                             | - Датум објављивања: 11. јун 2013 - Издавачка кућа: Холивуд                           | —                         | —                         | —                         | —                         | —                         | —                         | —                         | —                         | —                         | —                         | |
| Queen Forever                                                                    | - Датум објављивања: 10. новембар 2014 - Издавачка кућа: Исланд, Холивуд              | 5                         | 35                        | 8                         | 12                        | 7                         | 16                        | 3                         | 28                        | 4                         | 38                        | - БПИ: Злато - БВМИ: Злато - ПОЉ: Злато - ИТА: Злато |
| Bohemian Rhapsody: The Original Soundtrack                                       | - Датум објављивања: 19. октобар 2018 - Издавачка кућа: Virgin EMI, Холивуд           | 3                         | 1                         | 7                         | —                         | 8                         | —                         | 11                        | 21                        | 2                         | 2                         | - БПИ: Платина - РИАА: Злато |
| „—” означава снимак који није био на листи или није објављен на тој територији.. |                                                                                       |                           |                           |                           |                           |                           |                           |                           |                           |                           |                           | |

Белешке
- A^  Greatest Hits је првобитно био на позицији 5 на топ листи за компилацијске албуме, али је ремастерирана верзија 2011. године била квалификована за Top 200 Albums Chart када је достигла 56. место  у марту 2011.[6]
- B^  Greatest Hits II је првобитно био на позицији 1 на топ листи за компилацијске албуме, али је ремастерирана верзија 2011. године била квалификована за Top 200 Albums Chart када је достигла 57. место у марту 2011.[6]

^  Пре 2011. године, компилацијски албуми нису били уврштавани у листу Top 200 Albums Chart у Француској, али су уместо тога били на засебној листи за компилацијске албуме. За позицију на француској топ листи овде за компилацијске албуме узете су позиције са топ листе за компилацијске албуме.

### Бокс сетови
| Назив                                                         | Детаљи                                                                                | Највиша позиција на листи | Највиша позиција на листи | Највиша позиција на листи | Највиша позиција на листи | Највиша позиција на листи | Највиша позиција на листи | Највиша позиција на листи | Највиша позиција на листи | Највиша позиција на листи | Највиша позиција на листи | Сертификати |
| Назив                                                         | Детаљи                                                                                | УК                        | АРИА                      | АУТ                       | ФРА[!]                    | НЕМ                       | ХОЛ                       | НЗ                        | ШВЕ                       | ШВА                       | САД                       | Сертификати |
| ------------------------------------------------------------- | ------------------------------------------------------------------------------------- | ------------------------- | ------------------------- | ------------------------- | ------------------------- | ------------------------- | ------------------------- | ------------------------- | ------------------------- | ------------------------- | ------------------------- | --- |
| The Complete Works                                            | - Датум објављивања: 2. децембар 1985 - Издавачка кућа: EMI                           | —                         | —                         | —                         | —                         | —                         | —                         | —                         | —                         | —                         | —                         | |
| CD Single Box                                                 | - Датум објављивања: 26. април 1991 - само Јапан - Издавачка кућа: EMI                | —                         | —                         | —                         | —                         | —                         | —                         | —                         | —                         | —                         | —                         | |
| Box of Tricks                                                 | - Датум објављивања: 1992 - Издавачка кућа: Парлофон/EMI                              | —                         | —                         | —                         | —                         | —                         | —                         | —                         | —                         | —                         | —                         | |
| Ultimate Queen                                                | - Датум објављивања: 13. новембар 1995 - Издавачка кућа: Парлофон/EMI (#QUEENBOX20)   | —                         | —                         | —                         | —                         | —                         | —                         | —                         | —                         | —                         | —                         | |
| The Crown Jewels                                              | - Датум објављивања: 24. новембар 1998 - Издавачка кућа: Парлофон, Холивуд            | —                         | —                         | —                         | —                         | —                         | —                         | —                         | —                         | —                         | —                         | |
| The Platinum Collection: Greatest Hits I, II & III            | - Датум објављивања: 13. новембар 2000 - Издавачка кућа: Парлофон, Холивуд (#5298832) | 2                         | 4                         | 3                         | 13                        | 5                         | 5                         | 10                        | 4                         | 4                         | 6                         | - АРИА: 2× Платина - БПИ: 7× Платина - ПВМИ: Платина - ИФПИ ШВА: Злато - НВПИ: 2× Платина - РИАА: 2× Платина - СНЕП: 2x Платина |
| The Singles Collection Volume 1                               | - Датум објављивања: 1. децембар 2008 - Издавачка кућа: Парлофон/EMI                  | —                         | —                         | —                         | —                         | —                         | —                         | —                         | —                         | —                         | —                         | |
| The Singles Collection Volume 2                               | - Датум објављивања: 15. јун 2009 - Издавачка кућа: Парлофон/EMI                      | —                         | —                         | —                         | —                         | —                         | —                         | —                         | —                         | —                         | —                         | - БПИ: Сребро |
| The Singles Collection Volume 3                               | - Датум објављивања: 31. мај 2010 - Издавачка кућа: Парлофон/EMI                      | —                         | —                         | —                         | —                         | —                         | —                         | —                         | —                         | —                         | —                         | |
| The Singles Collection Volume 4                               | - Датум објављивања: 18. октобар 2010 - Издавачка кућа: Парлофон/EMI                  | —                         | —                         | —                         | —                         | —                         | —                         | —                         | —                         | —                         | —                         | |
| Queen: The Studio Collection                                  | - Датум објављивања: 25. септембар 2015 - Издавачка кућа: Virgin EMI                  | —                         | —                         | —                         | —                         | —                         | —                         | —                         | —                         | —                         | —                         | |
| „—” означава снимак који није био на листи или није објављен. |                                                                                       |                           |                           |                           |                           |                           |                           |                           |                           |                           |                           | |

^  Пре 2011. године, компилацијски албуми нису били уврштавани у листу Top 200 Albums Chart у Француској, али су уместо тога били на засебној листи за компилацијске албуме. За позицију на француској топ листи овде за компилацијске албуме узете су позиције са топ листе за компилацијске албуме.

## ЕП-ови
| Назив                                           | Детаљи                                                             | Највиша позиција на листи | Највиша позиција на листи | Највиша позиција на листи | Највиша позиција на листи | Највиша позиција на листи | Највиша позиција на листи | Највиша позиција на листи | Највиша позиција на листи | Највиша позиција на листи | Највиша позиција на листи | Сертификати                                                       |
| Назив                                           | Детаљи                                                             | УК                        | АУС                       | АУТ                       | ФРА                       | НЕМ                       | ИР                        | ХОЛ                       | НЗ                        | ШВА                       | САД                       | Сертификати                                                       |
| ----------------------------------------------- | ------------------------------------------------------------------ | ------------------------- | ------------------------- | ------------------------- | ------------------------- | ------------------------- | ------------------------- | ------------------------- | ------------------------- | ------------------------- | ------------------------- | ----------------------------------------------------------------- |
| Five Live (са Џорџом Мајклом и Лисом Стенсфилд) | - Датум објављивања: 19. април 1993 - Издавачка кућа: Парлофон/EMI | 1                         | 17                        | 2                         | 12                        | 8                         | 1                         | 2                         | 9                         | 6                         | 30                        | - УК: Злато - АУТ: Злато - НЕМ: Злато - ХОЛ: Платина - ШВА: Злато |

## Синглови

### 1970-е
| Назив                                       | Година | Највиша позиција на листи | Највиша позиција на листи | Највиша позиција на листи | Највиша позиција на листи | Највиша позиција на листи | Највиша позиција на листи | Највиша позиција на листи | Највиша позиција на листи | Највиша позиција на листи | Највиша позиција на листи | Највиша позиција на листи | Највиша позиција на листи | Највиша позиција на листи | Сертификати                                                                                     | Албум                |
| Назив                                       | Година | УК                        | АУС                       | АУТ                       | БЕЛ                       | КАН                       | ФРА                       | НЕМ                       | ИР                        | ХОЛ                       | НЗ                        | ШВА                       | САД                       | САД Кеш бокс              | Сертификати                                                                                     | Албум                |
| ------------------------------------------- | ------ | ------------------------- | ------------------------- | ------------------------- | ------------------------- | ------------------------- | ------------------------- | ------------------------- | ------------------------- | ------------------------- | ------------------------- | ------------------------- | ------------------------- | ------------------------- | ----------------------------------------------------------------------------------------------- | -------------------- |
| „Keep Yourself Alive”                       | 1973   | —                         | —                         | —                         | —                         | —                         | —                         | —                         | —                         | —                         | —                         | —                         | —                         | —                         |                                                                                                 | Queen                |
| „Liar”                                      | 1974   | —                         | —                         | —                         | —                         | —                         | —                         | —                         | —                         | —                         | —                         | —                         | —                         | —                         |                                                                                                 | Queen                |
| „Seven Seas of Rhye”                        | 1974   | 10                        | —                         | —                         | —                         | —                         | —                         | —                         | —                         | —                         | —                         | —                         | —                         | —                         |                                                                                                 | Queen II             |
| „Killer Queen”                              | 1974   | 2                         | 24                        | 10                        | 7                         | 15                        | —                         | 12                        | 2                         | 3                         | —                         | —                         | 12                        | 12                        | - УК: Сребро                                                                                    | Sheer Heart Attack   |
| „Now I'm Here”                              | 1975   | 11                        | —                         | —                         | —                         | —                         | —                         | 25                        | 14                        | 29                        | —                         | —                         | —                         | —                         |                                                                                                 | Sheer Heart Attack   |
| „Keep Yourself Alive” (реиздање)            | 1975   | —                         | —                         | —                         | —                         | —                         | —                         | —                         | —                         | —                         | —                         | —                         | —                         | 89                        |                                                                                                 | Queen                |
| „Bohemian Rhapsody”                         | 1975   | 1                         | 1                         | 8                         | 1                         | 1                         | —                         | 7                         | 1                         | 1                         | 1                         | 4                         | 9                         | 6                         | - УК: 4× Платина - АУС: 6× Платина - НЕМ: Злато - ИТА: Злато - НЗ: 2× Платина - САД: 7× Платина | A Night at the Opera |
| „You're My Best Friend”                     | 1976   | 7                         | 40                        | —                         | 23                        | 2                         | —                         | —                         | 3                         | 6                         | —                         | —                         | 16                        | 9                         | - САД: Платина                                                                                  | A Night at the Opera |
| „Somebody to Love”                          | 1976   | 2                         | 15                        | —                         | 2                         | 5                         | —                         | 21                        | 6                         | 1                         | —                         | —                         | 13                        | 9                         | - УК: Злато - РИАА 2× Платина                                                                   | A Day at the Races   |
| „Tie Your Mother Down”                      | 1977   | 31                        | 47                        | —                         | 18                        | 68                        | —                         | —                         | —                         | 10                        | —                         | —                         | 49                        | 54                        |                                                                                                 | A Day at the Races   |
| „Good Old-Fashioned Lover Boy”              | 1977   | 17                        | —                         | —                         | —                         | —                         | —                         | —                         | —                         | —                         | —                         | —                         | —                         | —                         |                                                                                                 | A Day at the Races   |
| „Teo Torriatte (Let Us Cling Together)”     | 1977   | —                         | —                         | —                         | —                         | —                         | —                         | —                         | —                         | —                         | —                         | —                         | —                         | —                         |                                                                                                 | A Day at the Races   |
| „Long Away”                                 | 1977   | —                         | —                         | —                         | —                         | —                         | —                         | —                         | —                         | —                         | —                         | —                         | —                         | —                         |                                                                                                 | A Day at the Races   |
| „We Are the Champions” / „We Will Rock You” | 1977   | 2                         | 8                         | 12                        | 10                        | 3                         | 1                         | 13                        | 3                         | 2                         | 8                         | —                         | 4                         | 3                         | - УК: Платина - ФРА: Сребро+Злато - НЕМ: Злато - САД: 3× Платина                                | News of the World    |
| „Spread Your Wings”                         | 1978   | 34                        | —                         | —                         | —                         | —                         | —                         | 29                        | —                         | 26                        | —                         | —                         | —                         | —                         |                                                                                                 | News of the World    |
| „It's Late”                                 | 1978   | —                         | —                         | —                         | —                         | —                         | —                         | —                         | —                         | —                         | —                         | —                         | 74                        | 66                        |                                                                                                 | News of the World    |
| „Bicycle Race” / „Fat Bottomed Girls”       | 1978   | 11                        | 25                        | 21                        | 15                        | — 17                      | —                         | 27                        | 10                        | 5                         | 20                        | —                         | 24                        | 18                        | - УК: Сребро - САД: 2× Платина                                                                  | Jazz                 |
| „Don't Stop Me Now”                         | 1979   | 9                         | 53                        | 38                        | 23                        | —                         | 68                        | 35                        | 10                        | 16                        | —                         | 52                        | 86                        | 77                        | - УК: 2x Платина - ИТА: Злато - САД: Платина                                                    | Jazz                 |
| „Jealousy”                                  | 1979   | —                         | —                         | —                         | —                         | —                         | —                         | —                         | —                         | —                         | —                         | —                         | —                         | —                         |                                                                                                 | Jazz                 |
| „Mustapha”                                  | 1979   | —                         | —                         | —                         | —                         | —                         | —                         | —                         | —                         | —                         | —                         | —                         | —                         | —                         |                                                                                                 | Jazz                 |
| „Love of My Life” (уживо)                   | 1979   | 63                        | —                         | —                         | —                         | —                         | —                         | —                         | —                         | —                         | —                         | —                         | —                         | —                         | - ИТА: Злато                                                                                    | Live Killers         |
| „We Will Rock You” (уживо)                  | 1979   | —                         | —                         | —                         | —                         | —                         | —                         | —                         | —                         | —                         | —                         | —                         | —                         | —                         |                                                                                                 | Live Killers         |
| „Crazy Little Thing Called Love”            | 1979   | 2                         | 1                         | 9                         | 3                         | 1                         | —                         | 13                        | 2                         | 1                         | 2                         | 5                         | 1                         | 1                         | - УК: Злато - САД: Платина                                                                      | The Game             |

### 1980-е
| Назив                                      | Година | Највиша позиција на листи | Највиша позиција на листи | Највиша позиција на листи | Највиша позиција на листи | Највиша позиција на листи | Највиша позиција на листи | Највиша позиција на листи | Највиша позиција на листи | Највиша позиција на листи | Највиша позиција на листи | Највиша позиција на листи | Највиша позиција на листи | Највиша позиција на листи | Сертификати                     | Албум            |
| Назив                                      | Година | УК                        | АУС                       | АУТ                       | БЕЛ                       | КАН                       | ФРА                       | НЕМ                       | ИР                        | ХОЛ                       | НЗ                        | ШВА                       | САД                       | САД Кеш бокс              | Сертификати                     | Албум            |
| ------------------------------------------ | ------ | ------------------------- | ------------------------- | ------------------------- | ------------------------- | ------------------------- | ------------------------- | ------------------------- | ------------------------- | ------------------------- | ------------------------- | ------------------------- | ------------------------- | ------------------------- | ------------------------------- | ---------------- |
| „Save Me”                                  | 1980   | 11                        | 76                        | —                         | 13                        | —                         | 10                        | 42                        | 8                         | 6                         | —                         | —                         | —                         | —                         |                                 | The Game         |
| „Play the Game”                            | 1980   | 14                        | 85                        | —                         | 25                        | 22                        | —                         | 40                        | 9                         | 10                        | —                         | 8                         | 42                        | 38                        |                                 | The Game         |
| „Another One Bites the Dust”               | 1980   | 7                         | 5                         | 6                         | 9                         | 1                         | 24                        | 6                         | 4                         | 1                         | 2                         | 8                         | 1                         | 1                         | - УК: Платина - САД: 4× Платина | The Game         |
| „Need Your Loving Tonight”                 | 1980   | —                         | —                         | —                         | —                         | —                         | —                         | —                         | —                         | —                         | —                         | —                         | 44                        | 66                        |                                 | The Game         |
| „Flash”                                    | 1980   | 10                        | 16                        | 1                         | 19                        | 24                        | 5                         | 3                         | 10                        | 13                        | 32                        | —                         | 42                        | 39                        | - САД: Сребро                   | Flash Gordon OST |
| „Under Pressure” (са Дејвидом Боуијем)     | 1981   | 1                         | 6                         | 10                        | 5                         | 3                         | 5                         | 21                        | 2                         | 1                         | 6                         | 10                        | 29                        | 22                        | - УК: Платина - САД: 2× Платина | Hot Space        |
| „Body Language” — „Life Is Real”           | 1982   | 25 —                      | 23 —                      | 11 —                      | 17 —                      | 3 —                       | —                         | 27 —                      | 13 —                      | 4 —                       | 19 —                      | —                         | 11 —                      | 11 —                      |                                 | Hot Space        |
| „Las Palabras de Amor (The Words of Love)” | 1982   | 17                        | —                         | —                         | 26                        | —                         | —                         | 68                        | 10                        | 18                        | —                         | 13                        | —                         | —                         |                                 | Hot Space        |
| „Calling All Girls” — „Put Out the Fire”   | 1982   | —                         | —                         | —                         | —                         | 33 —                      | —                         | —                         | —                         | —                         | —                         | —                         | 60 —                      | 61 —                      |                                 | Hot Space        |
| „Staying Power”                            | 1982   | —                         | —                         | —                         | —                         | —                         | —                         | —                         | —                         | —                         | —                         | —                         | —                         | —                         |                                 | Hot Space        |
| „Back Chat”                                | 1982   | 40                        | —                         | —                         | —                         | —                         | 3                         | 69                        | 19                        | —                         | —                         | —                         | —                         | —                         |                                 | Hot Space        |
| „Radio Ga Ga”                              | 1984   | 2                         | 2                         | 2                         | 1                         | 11                        | 1                         | 2                         | 1                         | 2                         | 4                         | 3                         | 16                        | 14                        | - УК: Сребро                    | The Works        |
| „I Want to Break Free”                     | 1984   | 3                         | 8                         | 1                         | 1                         | 26                        | 9                         | 4                         | 2                         | 1                         | 6                         | 2                         | 45                        | 53                        | - УК: Злато - САД: Злато„       | The Works        |
| „It's a Hard Life”                         | 1984   | 6                         | 65                        | —                         | —                         | —                         | —                         | 26                        | 2                         | 20                        | 30                        | —                         | 72                        | 79                        |                                 | The Works        |
| „Hammer to Fall” — "Tear It Up"            | 1984   | 13 —                      | 69 —                      | —                         | —                         | —                         | —                         | —                         | 10 —                      | —                         | —                         | —                         | —                         | —                         |                                 | The Works        |
| „Thank God It's Christmas”                 | 1984   | 21                        | 80                        | 16                        | 11                        | —                         | —                         | 16                        | 8                         | 31                        | —                         | 36                        | —                         | —                         |                                 | Сингл без албума |
| „One Vision”                               | 1985   | 7                         | 35                        | —                         | 28                        | 76                        | —                         | 26                        | 5                         | 21                        | —                         | 24                        | 61                        | 52                        |                                 | A Kind of Magic  |
| „A Kind of Magic”                          | 1986   | 3                         | 25                        | 12                        | 4                         | 64                        | 5                         | 6                         | 4                         | 5                         | 23                        | 4                         | 42                        | 42                        | - УК: Сребро                    | A Kind of Magic  |
| „Princes of the Universe”                  | 1986   | —                         | 32                        | —                         | —                         | —                         | —                         | —                         | —                         | —                         | —                         | —                         | —                         | —                         |                                 | A Kind of Magic  |
| „Friends Will Be Friends”                  | 1986   | 14                        | —                         | —                         | 18                        | —                         | —                         | 20                        | 4                         | 16                        | 50                        | 19                        | —                         | —                         |                                 | A Kind of Magic  |
| „Pain Is So Close to Pleasure”             | 1986   | —                         | —                         | —                         | 27                        | —                         | —                         | 56                        | —                         | 43                        | —                         | —                         | —                         | —                         |                                 | A Kind of Magic  |
| „Who Wants to Live Forever”                | 1986   | 24                        | —                         | —                         | —                         | —                         | 5                         | 52                        | 15                        | —                         | —                         | —                         | —                         | —                         | - УК: Сребро                    | A Kind of Magic  |
| „One Year of Love”                         | 1986   | —                         | —                         | —                         | —                         | —                         | 56                        | —                         | —                         | —                         | —                         | —                         | —                         | —                         |                                 | A Kind of Magic  |
| „I Want It All”                            | 1989   | 3                         | 10                        | 11                        | 10                        | 34                        | —                         | 9                         | 3                         | 2                         | 3                         | 8                         | 50                        | 48                        | - УК: Сребро                    | The Miracle      |
| „Breakthru”                                | 1989   | 7                         | 45                        | —                         | 10                        | —                         | —                         | 24                        | 6                         | 6                         | 45                        | 28                        | —                         | —                         |                                 | The Miracle      |
| „The Invisible Man”                        | 1989   | 12                        | 118                       | —                         | 13                        | —                         | 1                         | 31                        | 10                        | 6                         | 15                        | 30                        | —                         | —                         |                                 | The Miracle      |
| „Scandal”                                  | 1989   | 25                        | 158                       | —                         | 29                        | —                         | —                         | —                         | 14                        | 12                        | —                         | —                         | —                         | —                         |                                 | The Miracle      |
| „The Miracle                               | 1989   | 21                        | 151                       | —                         | 28                        | —                         | —                         | 78                        | 23                        | 16                        | —                         | —                         | —                         | —                         |                                 | The Miracle      |

### 1990-е
| Назив                                                               | Година | Највиша позиција на листи | Највиша позиција на листи | Највиша позиција на листи | Највиша позиција на листи | Највиша позиција на листи | Највиша позиција на листи | Највиша позиција на листи | Највиша позиција на листи | Највиша позиција на листи | Највиша позиција на листи | Највиша позиција на листи | Највиша позиција на листи | Највиша позиција на листи | Сертификати                            | Албум                           |
| Назив                                                               | Година | УК                        | АУС                       | АУТ                       | БЕЛ                       | КАН                       | ФРА                       | НЕМ                       | ИР                        | ХОЛ                       | НЗ                        | ШВА                       | САД                       | САД Кеш бокс              | Сертификати                            | Албум                           |
| ------------------------------------------------------------------- | ------ | ------------------------- | ------------------------- | ------------------------- | ------------------------- | ------------------------- | ------------------------- | ------------------------- | ------------------------- | ------------------------- | ------------------------- | ------------------------- | ------------------------- | ------------------------- | -------------------------------------- | ------------------------------- |
| „Innuendo”                                                          | 1991   | 1                         | 28                        | 12                        | 8                         | —                         | —                         | 5                         | 4                         | 4                         | 10                        | 3                         | —                         | —                         | - УК: Сребро                           | Innuendo                        |
| „I'm Going Slightly Mad”                                            | 1991   | 22                        | 176                       | —                         | 39                        | —                         | —                         | 42                        | 19                        | 20                        | —                         | —                         | —                         | —                         |                                        | Innuendo                        |
| „Headlong”                                                          | 1991   | 14                        | 119                       | —                         | —                         | —                         | —                         | —                         | 25                        | 43                        | —                         | —                         | —                         | —                         |                                        | Innuendo                        |
| „The Show Must Go On”                                               | 1991   | 16                        | 75                        | —                         | 22                        | —                         | 2                         | 7                         | 17                        | 6                         | 20                        | 11                        | —                         | —                         | - ФРА: Злато - САД: Злато - УК: Сребро | Innuendo                        |
| „Bohemian Rhapsody" / „These Are the Days of Our Lives”             | 1991   | 1                         | 5                         | 8                         | 40                        | 18                        | 15                        | 16                        | 1                         | 1                         | 16                        | 8                         | 2                         | 1                         | - УК: Злато                            | A Night at the Opera / Innuendo |
| „Who Wants to Live Forever" [реиздање]                              | 1992   | —                         | 165                       | —                         | 44                        | —                         | —                         | —                         | —                         | 6                         | —                         | 36                        | —                         | —                         |                                        | Greatest Hits II                |
| „We Will Rock You"/„We Are the Champions" (уживо) / (студио)        | 1992   | —                         | 81                        | —                         | 45                        | —                         | 10                        | 14                        | —                         | 9                         | —                         | —                         | 52                        | 44                        |                                        | Live at Wembley '86             |
| „Heaven for Everyone”                                               | 1995   | 2                         | 15                        | 4                         | 4                         | —                         | 8                         | 15                        | 7                         | 2                         | 25                        | 9                         | —                         | —                         | - УК: Сребро - ФРА: Сребро             | Made in Heaven                  |
| „A Winter's Tale”                                                   | 1995   | 6                         | 71                        | 23                        | 33                        | —                         | —                         | 62                        | 23                        | 16                        | —                         | 28                        | —                         | —                         |                                        | Made in Heaven                  |
| „I Was Born to Love You”                                            | 1996   | —                         | —                         | —                         | —                         | —                         | —                         | —                         | —                         | —                         | —                         | —                         | —                         | —                         |                                        | Made in Heaven                  |
| „Too Much Love Will Kill You”                                       | 1996   | 15                        | —                         | —                         | 10                        | 19                        | —                         | —                         | 28                        | —                         | —                         | —                         | 118                       | —                         |                                        | Made in Heaven                  |
| „Let Me Live”                                                       | 1996   | 9                         | 136                       | —                         | —                         | —                         | —                         | 67                        | —                         | 28                        | —                         | —                         | —                         | —                         |                                        | Made in Heaven                  |
| „You Don't Fool Me”                                                 | 1996   | 17                        | 125                       | 23                        | 13                        | —                         | 14                        | 26                        | 23                        | 22                        | —                         | 27                        | —                         | —                         |                                        | Made in Heaven                  |
| „No-One but You (Only the Good Die Young)” / „Tie Your Mother Down” | 1997   | 13                        | 111                       | —                         | —                         | —                         | —                         | 75                        | —                         | 33                        | —                         | —                         | —                         | —                         |                                        | Queen Rocks                     |
| „Under Pressure (Rah Mix)” (са Дејвидом Боуијем)                    | 1999   | 14                        | —                         | —                         | —                         | —                         | —                         | —                         | —                         | 21                        | —                         | —                         | —                         | —                         |                                        | Greatest Hits III               |

### 2000-е
| Назив                                                        | Година | Највиша позиција на листи | Највиша позиција на листи | Највиша позиција на листи | Највиша позиција на листи | Албум                                              |
| Назив                                                        | Година | ФРА                       | НЕМ                       | ХОЛ                       | ШВА                       | Албум                                              |
| ------------------------------------------------------------ | ------ | ------------------------- | ------------------------- | ------------------------- | ------------------------- | -------------------------------------------------- |
| „Princes of the Universe” (реиздање)                         | 2000   | —                         | —                         | 45                        | —                         | Greatest Hits III                                  |
| „We Will Rock You” (реиздање)                                | 2003   | 10                        | 69                        | —                         | 49                        | The Platinum Collection: Greatest Hits I, II & III |
| „Another One Bites the Dust” / „We Will Rock You” (реиздање) | 2003   | 48                        | —                         | —                         | —                         | The Platinum Collection: Greatest Hits I, II & III |

### 2010-е
| Назив                                                                    | Година | Највиша позиција на листи | Највиша позиција на листи | Највиша позиција на листи | Албум            |
| Назив                                                                    | Година | УК                        | ФРА                       | САД рок                   | Албум            |
| ------------------------------------------------------------------------ | ------ | ------------------------- | ------------------------- | ------------------------- | ---------------- |
| „Keep Yourself Alive (Long-Lost Retake)”/„Stone Cold Crazy (Remastered)” | 2011   | —                         | —                         | —                         | Сингл без албума |
| „Let Me in Your Heart Again” (микс Вилијама Орбита)"                     | 2014   | 102                       | —                         | 47                        | Queen Forever    |
| „Let Me in Your Heart Again”                                             | 2014   | —                         | 133                       | -                         | Queen Forever    |
| „Holy Man” (са Денисом Вилсоном и Тејлором Хокинсом)                     | 2019   | -                         | —                         | -                         | Сингл без албума |

### Промоционални синглови
| 1991                                                                            | „I Can't Live with You”   | — | 28 | Innuendo             |
| 1991                                                                            | „Delilah”                 | — | —  | Innuendo             |
| 1991                                                                            | „Ride the Wild Wind”      | 1 | —  | Innuendo             |
| 1991                                                                            | „Stone Cold Crazy”        | — | —  | Sheer Heart Attack   |
| 2004                                                                            | „I'm in Love with My Car” | — | —  | A Night at the Opera |
| „—” означава снимак који није био на листи или није објављен на тој територији. |                           |   |    |                      |

### Као гостујући уметник
| Година | Сингл                                                              | Највиша позиција на листи | Највиша позиција на листи | Највиша позиција на листи | Највиша позиција на листи | Највиша позиција на листи | Највиша позиција на листи | Највиша позиција на листи | Највиша позиција на листи | Највиша позиција на листи | Највиша позиција на листи | Највиша позиција на листи | Албум                                           |
| Година | Сингл                                                              | УК                        | АУС                       | АУТ                       | ФРА                       | НЕМ                       | ИР                        | ХОЛ                       | НЗ                        | ШВА                       | САД                       | САДКеш бокс'              | Албум                                           |
| ------ | ------------------------------------------------------------------ | ------------------------- | ------------------------- | ------------------------- | ------------------------- | ------------------------- | ------------------------- | ------------------------- | ------------------------- | ------------------------- | ------------------------- | ------------------------- | ----------------------------------------------- |
| 1993   | „Somebody to Love” (уживо) (Квин + Џорџ Мајкл)                     | 1                         | 19                        | 15                        | 16                        | 21                        | 1                         | 6                         | 8                         | —                         | 30                        | 32                        | Five Live (Џорџ Мајкл и Квин са Лиса Стенсфилд) |
| 1998   | „Another One Bites the Dust” (Квин + Wyclef Jean feat. Pras и Фри) | 5                         | —                         | 23                        | 62                        | 46                        | 11                        | 21                        | 9                         | 35                        | —                         | —                         | Greatest Hits III                               |
| 2000   | „Will Rock You” (5ive + Квин)                                      | 1                         | 3                         | 2                         | —                         | 8                         | 6                         | 15                        | 29                        | 18                        | —                         | —                         | Invincible (5ive)                               |
| 2003   | „Flash” (Квин + Вангард)                                           | 15                        | 95                        | 44                        | —                         | 17                        | 43                        | —                         | —                         | —                         | —                         | —                         | —                                               |
| 2005   | „Reaching Out” / „Tie Your Mother Down” (Квин + Пол Роџерс)        | —                         | —                         | —                         | —                         | —                         | —                         | 27                        | —                         | —                         | —                         | —                         | Return of the Champions (Квин + Пол Роџерс)     |
| 2006   | „Another One Bites the Dust” (Queen vs. The Miami Project)         | 31                        | —                         | 72                        | —                         | 88                        | —                         | 49                        | —                         | 78                        | —                         | —                         | —                                               |
| 2007   | „Say It's Not True” (Квин + Пол Роџерс)                            | 90                        | —                         | —                         | 75                        | 82                        | —                         | 62                        | —                         | —                         | —                         | —                         | The Cosmos Rocks (Квин + Пол Роџерс)            |
| 2008   | „C-lebrity” (Квин + Пол Роџерс)                                    | 33                        | —                         | —                         | 96                        | 67                        | —                         | 50                        | —                         | —                         | —                         | —                         | The Cosmos Rocks (Квин + Пол Роџерс)            |
| 2008   | „We Believe” (Квин + Пол Роџерс)                                   | —                         | —                         | —                         | —                         | —                         | —                         | —                         | —                         | —                         | —                         | —                         | The Cosmos Rocks (Квин + Пол Роџерс)            |
| 2009   | „Bohemian Rhapsody” (Квин + The Muppets)                           | 32                        | —                         | —                         | —                         | —                         | —                         | —                         | —                         | —                         | —                         | —                         | —                                               |
| 2012   | „We Will Rock You Von Lichten” (Квин + Von Lichten)                | —                         | —                         | —                         | —                         | —                         | —                         | —                         | —                         | —                         | —                         | —                         | —                                               |
| 2018   | „Under Pressure” (Квин и Дејвид Боуви)                             | —                         | —                         | —                         | 137                       | —                         | —                         | —                         | —                         | —                         | —                         | —                         | Bohemian Rhapsody: The Original Soundtrack      |

Промоционални синглови
| Година | Сингл                                         | Албум                                          |
| ------ | --------------------------------------------- | ---------------------------------------------- |
| 2001   | „We Are the Champions” (Квин + Роби Вилијамс) | A Knight's Tale: Music From The Motion Picture |
| 2003   | „We Will Rock You”[A] (Квин+ Џон Фарнам)      | True Colors: The World In Union                |

Белешке
- A^ Ова песма такође је објављена на компилацијском албуму Џона Фарнама уз 2003. године One Voice: Greatest Hits.

## Остале песме са топ листи
| Назив                              | Година | Највиша позиција | Највиша позиција | Највиша позиција | Највиша позиција | Највиша позиција | Највиша позиција | Највиша позиција | Највиша позиција | Највиша позиција | Највиша позиција | Највиша позиција | Највиша позиција | Албум                                      |
| Назив                              | Година | УК               | АУС              | АУТ              | ФРА              | НЕМ              | ИР               | ХОЛ              | НЗ               | ШВА              | КАН              | САД              | САД рок          | Албум                                      |
| ---------------------------------- | ------ | ---------------- | ---------------- | ---------------- | ---------------- | ---------------- | ---------------- | ---------------- | ---------------- | ---------------- | ---------------- | ---------------- | ---------------- | ------------------------------------------ |
| „Bohemian Rhapsody”                | 2018   | 45               | 17               | 30               | 21               | 58               | 46               | 54               | 20               | 21               | 26               | 33               | 2                | Bohemian Rhapsody: The Original Soundtrack |
| „Another One Bites the Dust”       | 2018   | 93               | 37               | —                | 90               | —                | —                | —                | —                | —                | —                | —                | 4                | Bohemian Rhapsody: The Original Soundtrack |
| „Killer Queen”                     | 2018   | —                | 85               | —                | —                | —                | —                | —                | —                | —                | —                | —                | 12               | Bohemian Rhapsody: The Original Soundtrack |
| „Somebody to Love”                 | 2018   | —                | 47               | —                | 154              | —                | —                | —                | —                | —                | —                | —                | 5                | Bohemian Rhapsody: The Original Soundtrack |
| „Crazy Little Thing Called Love”   | 2018   | —                | —                | —                | —                | —                | —                | —                | —                | —                | —                | —                | 18               | Bohemian Rhapsody: The Original Soundtrack |
| „I Want to Break Free”             | 2018   | —                | —                | —                | 140              | —                | —                | —                | —                | —                | —                | —                | 16               | Bohemian Rhapsody: The Original Soundtrack |
| „The Show Must Go On”              | 2018   | —                | —                | —                | 168              | —                | —                | —                | —                | —                | —                | —                | —                | Bohemian Rhapsody: The Original Soundtrack |
| „Don't Stop Me Now (...revisited)” | 2018   | —                | —                | —                | —                | —                | —                | —                | —                | —                | —                | —                | 30               | Bohemian Rhapsody: The Original Soundtrack |
| „We Are the Champions (Live Aid)”  | 2018   | —                | —                | —                | —                | —                | —                | —                | —                | —                | —                | —                | 26               | Bohemian Rhapsody: The Original Soundtrack |
| „Radio Ga Ga (Live Aid)”           | 2018   | —                | —                | —                | —                | —                | —                | —                | —                | —                | —                | —                | 23               | Bohemian Rhapsody: The Original Soundtrack |
| „Ay-Oh (Live Aid)”                 | 2018   | —                | —                | —                | —                | —                | —                | —                | —                | —                | —                | —                | 35               | Bohemian Rhapsody: The Original Soundtrack |
| „Hammer to Fall (Live Aid)”        | 2018   | —                | —                | —                | —                | —                | —                | —                | —                | —                | —                | —                | 23               | Bohemian Rhapsody: The Original Soundtrack |
| „You're My Best Friend”            | 2018   | —                | —                | —                | —                | —                | —                | —                | —                | —                | —                | —                | 24               | A Night at the Opera                       |
| „Love of My Life”                  | 2018   | —                | —                | —                | —                | —                | —                | —                | —                | —                | —                | —                | 23               | A Night at the Opera                       |
| „We Will Rock You”                 | 2018   | —                | —                | —                | 109              | —                | —                | —                | —                | —                | —                | —                | 6                | News of the World                          |
| „We Are the Champions”             | 2018   | —                | —                | —                | 151              | —                | —                | —                | —                | —                | —                | —                | 11               | News of the World                          |
| „Radio Ga Ga”                      | 2018   | —                | —                | —                | 164              | —                | —                | —                | —                | —                | —                | —                | 17               | The Works                                  |
| „Don't Stop Me Now”                | 2018   | 83               | 53               | 38               | 75               | —                | —                | 97               | —                | 61               | —                | —                | 7                | Jazz                                       |
| „Fat Bottomed Girls”               | 2018   | —                | —                | —                | —                | —                | —                | —                | —                | —                | —                | —                | 19               | Jazz                                       |
| „Thank God It's Christmas”         | 2018   | —                | 80               | 38               | —                | 43               | —                | 65               | —                | —                | —                | —                | —                | Сингл без албума                           |

## Сарадње и други наступи
| Година | Албум/сингл                                        | Сарадник       |
| ------ | -------------------------------------------------- | -------------- |
| 2002   | Party at the Palace                                | Разни уметници |
| 2004   | 46664: The Event                                   | Разни уметници |
| 2005   | 46664: One Year On                                 | Разни уметници |
| 2011   | Sucker Punch: Original Motion Picture Soundtrack   | Разни уметници |
| 2012   | A Symphony of British Music                        | Разни уметници |
| 2018   | Beside Bowie: The Mick Ronson Story The Soundtrack | Разни уметници |

## Видео игре
| Наслов               | Детаљи                                                                                  |
| -------------------- | --------------------------------------------------------------------------------------- |
| Queen: The eYe       | - Датум објављивања: 1998 - Издавачка кућа: Електроник артс - Формат: 5× CD             |
| Queen: Play the Game | - Датум објављивања: 2015 - Издавачка кућа: Soshi Games - Формат: Апликација за мобилни |

## Музички спотови
- „Keep Yourself Alive” (Демо) (1971)
- „Keep Yourself Alive” (1972)
- „Liar” (1973)
- „Seven Seas of Rhye” (1974)
- „Killer Queen” (1974)
- „Now I'm Here” (1974)
- „Bohemian Rhapsody” (1975)
- „You're My Best Friend” (1976)
- „Somebody to Love” (1976)
- „Tie Your Mother Down” (1977)
- „Good Old-Fashioned Lover Boy” (1977)
- „We Are the Champions” (1977)
- „We Will Rock You” (1978)
- „Spread Your Wings” (1978)
- „Bicycle Race” (1978)
- „Fat Bottomed Girls” (1978)
- „Don't Stop Me Now” (1979)
- „Love of My Life” (1979)
- „Crazy Little Thing Called Love” (1979)
- „Save Me” (1980)
- „Play the Game” (1980)
- „Another One Bites the Dust” (1980)
- „Flash” (1980)
- „Under Pressure” (with David Bowie) (1981)
- „Body Language” (1982)
- „Las Palabras de Amor (The Words of Love)” (1982)
- „Calling All Girls” (1982)
- „Back Chat” (1983)
- „Radio Ga Ga” (1984)
- „I Want to Break Free” (1984)
- „It's a Hard Life” (1984)
- „Hammer to Fall” (1984)
- „One Vision” (1985)
- „A Kind of Magic” (1986)
- „Princes of the Universe” (1986)
- „Friends Will Be Friends” (1986)
- „Who Wants to Live Forever” (1986)
- „I Want It All” (1989)
- „Breakthru” (1989)
- „The Invisible Man” (1989)
- „Scandal” (1989)
- „The Miracle” (1989)
- „Innuendo” (1990)
- „I'm Going Slightly Mad” (1991)
- „Headlong” (1991)
- „These Are the Days of Our Lives” (1991)
- „The Show Must Go On” (1991)
- „Somebody to Love” (уживо) (Квин + Џорџ Мајкл) (1992)
- „Heaven for Everyone (1995)
- „A Winter's Tale (1995)
- „I Was Born to Love You” (1995)
- „Too Much Love Will Kill You” (1996)
- „Let Me Live” (1996)
- „You Don't Fool Me” (1996)
- „The Show Must Go On” (уживо) (Квин + Елтон Џон) (1997)
- „No-One but You (Only the Good Die Young)” (1997)
- „Another One Bites the Dust” (ремикс из филма Small Soldiers) (1998)
- „Under Pressure” (Рахов микс) (1999)
- „Teo Torriatte” (2005)
- „Let Me In Your Heart Again” (микс Вилијама Орбита) (2014)
- „Let Me In Your Heart Again” (Квинова верзија) (2014)